# Еремеевский сельсовет (Пензенская область)
Еремеевский сельсовет — муниципальное образование со статусом сельского поселения в Сосновоборском районе Пензенской области Российской Федерации.
Административный центр — село Кряжимское.

## История
Статус и границы сельского поселения установлены Законом Пензенской области от 2 ноября 2004 года № 690-ЗПО «О границах муниципальных образований Пензенской области».

## Население
| 2002 | 2010 | 2012 | 2013 | 2014 | 2015 | 2016 |
| ---- | ---- | ---- | ---- | ---- | ---- | ---- |
| 446  | ↘279 | ↘258 | ↘252 | ↘237 | ↘227 | ↘223 |
| 2017 | 2018 | 2021 |      |      |      |      |
| ↘220 | ↘216 | ↘205 |      |      |      |      |

## Состав сельского поселения
| № | Населённый пункт | Тип населённого пункта       | Население |
| - | ---------------- | ---------------------------- | --------- |
| 1 | Еремеевка        | село                         | ↘0        |
| 2 | Кряжимское       | село, административный центр | ↘262      |
| 3 | Тёплый Ключ      | деревня                      | 15        |

### Упразднённые населённые пункты
- Зиневка - упразднённая в 2009 году деревня[13].
- Соляновка — упразднённая в 2015 году деревня

В декабре 2015 года деревня исключена из учётных данных административно-территориального устройства Пензенской области как населённый пункт, фактически прекративший своё существование, в котором отсутствуют официально зарегистрированные жители.